# 安娜·穆雷尚
安娜·穆雷尚（羅馬尼亞語：Ana Mureşan；1925年9月24日—2010年3月20日），罗马尼亚共产党中央政治执行委员会候补委员，罗马尼亚国内贸易部长、全国妇女理事会主席。

## 生平
1925年，出生于罗马尼亚普洛耶什蒂的锅炉工家庭。
1939年，在石油公司当气焊工。
1946年，入党。
1948年，任罗马尼亚共产主义青年联盟普拉霍瓦县委员会委员和普拉霍瓦县工会理事会委员。
1949年，任罗马尼亚工人党中央委员会妇女工作部技术秘书。
1955年，任中央妇女工作部指导员。
1957年，任经济委员会指导员和“尼古拉·切斯库”区党委地方指导员。
1960年，任布加勒斯特市党委指导员。
1963年，在“斯特凡·乔治乌”中央高级党校历史系进修。
1971年，任商业合作社工会理事会主席。
1974年，任罗共中央委员会组织部副部长。
1977年，任农业生产合作社全国联盟中央理事会副主席。
1979年，罗共十二大，为罗共中央委员、中央政治执行委员会候补委员。
1980年，任罗马尼亚社会主义共和国政府国内贸易部部长。
1984年，罗共十三大，为党中央政治执行委员会候补委员。
1985年，在罗马尼亚全国妇女代表大会上当选为罗马尼亚全国妇女理事会主席。
1988年，任消费品生产、供应和为人民服务协调委员会副主席。
1989年，罗共十四大，为党中央政治执行委员会候补委员。12月，罗马尼亚革命。
1990年，被逮捕入狱，被指控参与政治集体“种族灭绝”的罪行。
1992年，以共谋“特别严重杀人罪”被判处有期徒刑16年。
1994年，被总统赦免出狱。之后加入大罗马尼亚党。
2010年，病逝，葬于贝鲁军事公墓。